# Transponder

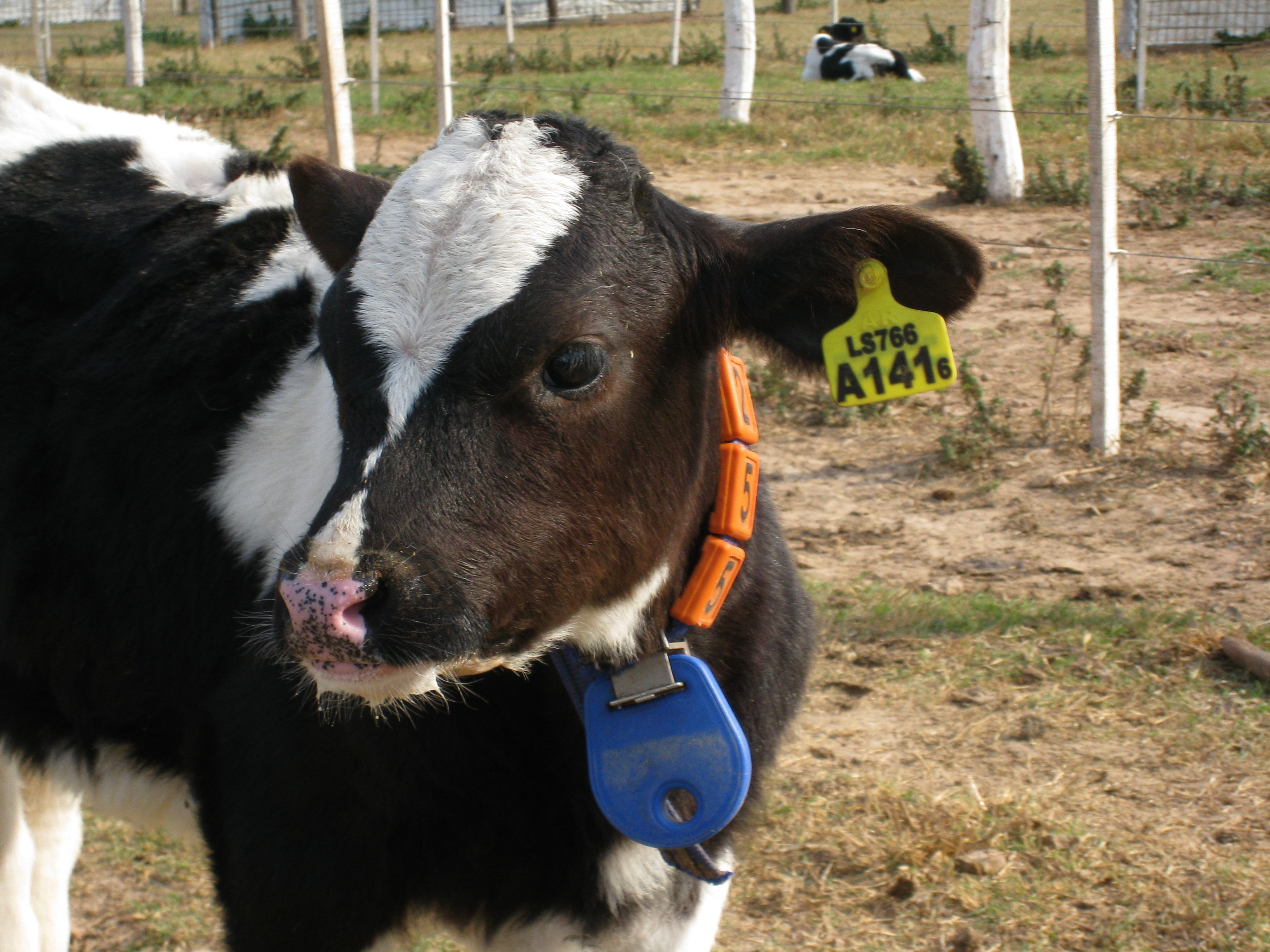
En kalv med transponder hängande runt halsen

En transponder (teleskopord av engelska transmitter-responder, "sändare-svarare") är inom telekommunikation en automatisk enhet som antingen tar emot, förstärker och återutsänder en signal på en annorlunda frekvens eller sänder ett förutbestämt meddelande som respons på en förbestämd signal. Transpondrar förkortas ibland XPDR, XPNDR eller TPDR. Ordet är historiskt belagt första gången 1969.
Transpondrar har flera olika tillämpningar:
- En kommunikationssatellit har flera kanaler som kallas transpondrar eftersom varje kanal består av en sändare och en mottagare. Med digital videokompression och multiplexning kan flera video- och ljudkanaler gå genom en transponder.
- Militära flygplan använder sig av transpondrar för att kunna skilja fiendeplan från sina egna.[3]
- Civila flygplan använder sig av transpondrar för identifikationsändamål.[4] Radarutrustningen vid en flygplats kan med speciella signaler trigga ett flygplans transponder, som då skickar uppgifter om flygplanets flyghöjd enligt höjdmätaren och en XPDR-kod (kod som används för att identifiera planet eller ange dess status; ställs in av piloten efter uppmaning från flygledningen) tillbaka på en i förhand bestämd frekvens. Uppgifterna visas därefter på flygtrafikledarens radarskärm.
- RFID-taggar är små, billiga transpondrar som kan användas för telemetri och lagerhållning.[5]
- Racon är en transponder installerad på fyrar, som på en fartygsradar svarar med en morsekod för identifiering.

## Källförteckning
1. 1 2  ”transponder | svenska.se”. https://svenska.se/tre/?sok=transponder&pz=1. Läst 1 juni 2024.
2. ↑  ”Transponder | SKYbrary Aviation Safety”. skybrary.aero. https://skybrary.aero/articles/transponder. Läst 1 juni 2024.
3. ↑  ”What are IFF Technologies?”. www.baesystems.com. https://www.baesystems.com/en-us/definition/what-are-iff-technologies. Läst 1 juni 2024.
4. ↑  ”Open Source Flight Tracking Called Threat to Military Aircraft”. www.nationaldefensemagazine.org. https://www.nationaldefensemagazine.org/articles/2023/2/6/open-source-flight-tracking-called-threat-to-military-aircraft. Läst 1 juni 2024.
5. ↑  Dirk Hähnel et al.. ”Mapping and Localization with RFID Technology”. informatik.uni-freiburg.de. http://www2.informatik.uni-freiburg.de/~burgard/postscripts/haehnel.icra04-rfid.pdf. Läst 1 juni 2024.